# فرومنغنيز

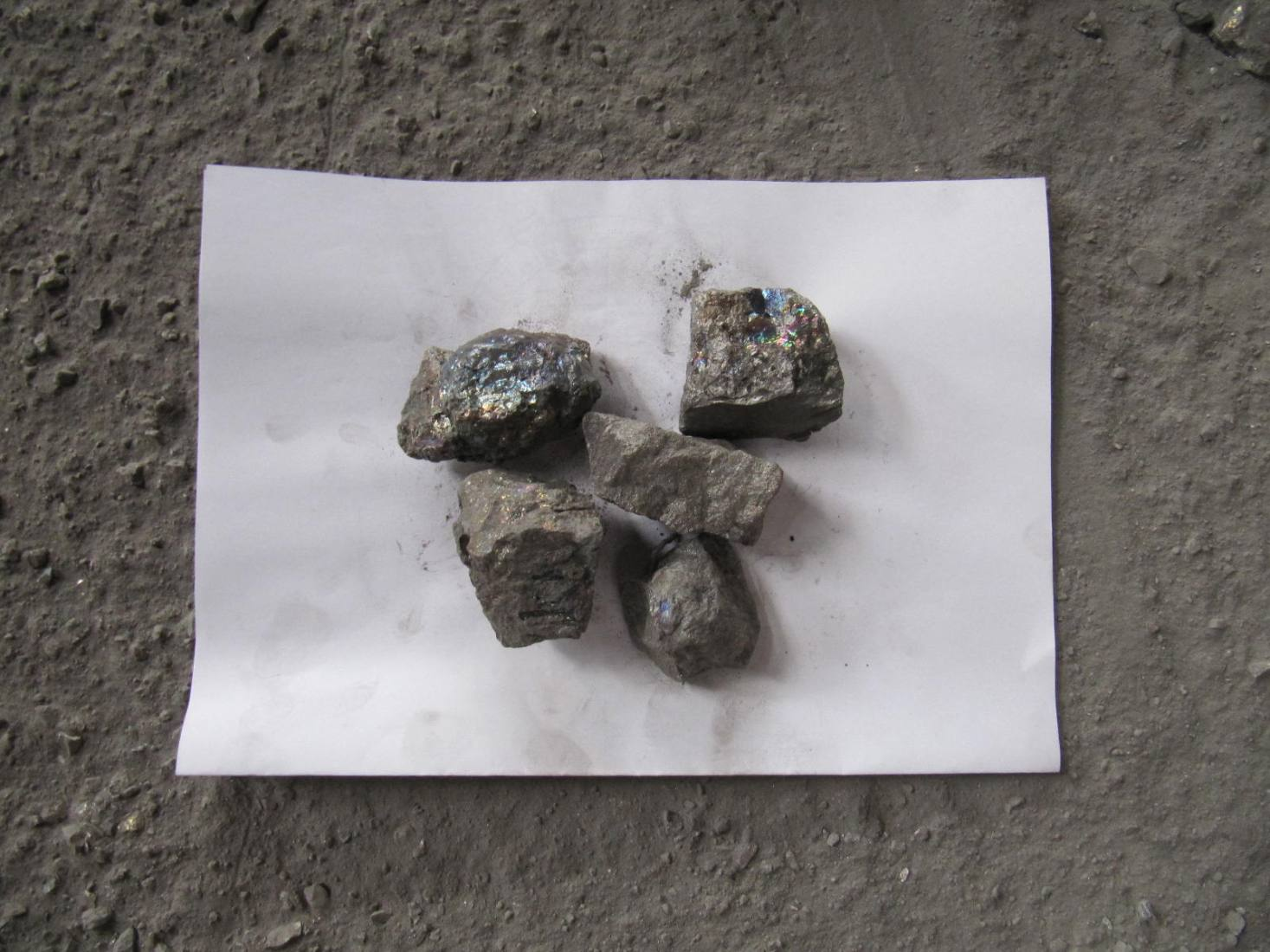
قطع من سبيكة فرّومنغنيز

فرّومنغنيز هي سبيكة تصنف ضمن أنواع السبائك الحديدية، وهي مؤلفة من عنصري الحديد والمنغنيز، ويمكن أن تصل فيها نسبة المنغنيز إلى 80% وزناً.
تصنع هذه السبيكة من تسخين مزيج من أكسيد الحديد الثلاثي Fe2O3 مع أكسيد المنغنيز الرباعي MnO2 في فرن لافح أو فرن القوس الكهربائي. يخضع مزيج الأكسدين إلى تفاعل اختزال كربوحراري داخل الفرن منتجاً هذه السبيكة.
توجد هناك سبيكة أخرى مشابهة مصنوعة من حديد الصب بمحتوى مرتفع أيضاً من المنغنيز، وتدعى شبيغل آيزن، وهي كلمة من اللغة الألمانية، وتعني «حديد مرآتي».